# Le Moyne College
Le Moyne College is een particuliere Jezuïeten-hogeschool, gelegen in de Amerikaanse stad Syracuse, NY. De hogeschool werd opgericht in het jaar 1946, en had in de herfst van 2022 een totale bachelor-studentenpopulatie van 2600. Op de campus staan 35 gebouwen.
De school is genoemd naar de 17e-eeuwse Jezuïet Simon Le Moyne, die werkte onder de stam van de Haudenosaunee.
In 1946 werd de school geopend in een pand aan East Onondaga Street, terwijl de campus even buiten de stad nog in aanbouw was. Drijvende kracht achter de school was bisschop Walter A. Foery, die in 1937 aantrad in Syracuse en vond dat de stad een katholieke middelbare school moest hebben. In 1948 ging de campus open, met twee gebouwen. De school was vanaf het begon open voor zowel jongens als meisjes.